# Arndt Bause

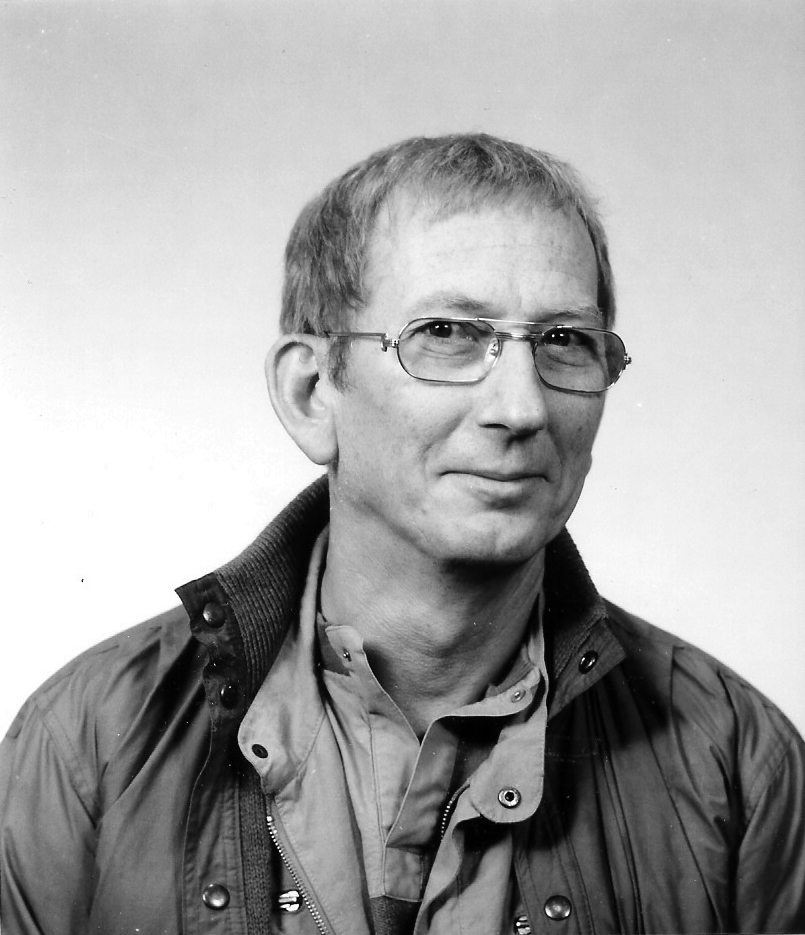
Arndt Bause

Arndt Bause (* 30. November 1936 in Leipzig; † 11. Februar 2003 in Berlin) war ein deutscher Komponist.

## Leben
Bause war das vierte Kind des Buchhalters Werner Bause und seiner Ehefrau Emma. Nach seinem Schulabschluss nahm er eine Lehre als Apparateglasbläser auf, die er im Jahr 1954 abschloss.
Ab dem zwölften Lebensjahr nahm er einige Jahre Klavierunterricht. Darauf konnte er aufbauen, als er später mit dem Boogie-Woogie in Berührung kam, seine Liebe zu dieser Art Musik entdeckte und sich autodidaktisch weiterbildete.
Zum Abschluss seiner Glasbläserlehre gab er diesen Beruf jedoch auf und widmete sich zunächst der Musik. Er wurde Mitglied verschiedener Gruppen, die auch von der Konzert- und Gastspieldirektion unter Vertrag genommen wurden. Als er mit seiner Frau Angret eine Familie gründete, war er beruflich vorübergehend in der Glasbläserei der wissenschaftlichen Institute der Akademie der Wissenschaften der DDR in der Leipziger Permoserstraße tätig.
Neben der Livemusik widmete er sich mehr und mehr dem Komponieren. Außerdem nahm er von 1960 bis 1963 Posaunenunterricht. Im Jahr 1962 wurde erstmals einer seiner Orchestertitel beim Rundfunk angenommen. Der Durchbruch gelang jedoch erst im Jahr 1964, als sich der bereits etablierte Textdichter Dieter Schneider für Bauses Musik interessierte und ihn ins Schlagergeschäft der DDR brachte. Für die Sängerin Gipsy schrieben die beiden He, Joe, womit diese im Jahr 1964 den ersten Platz in der Tip-Parade des Deutschen Fernsehfunks belegte. Es folgten weitere Erfolge mit Titeln für Chris Doerk, Frank Schöbel, Andreas Holm und andere, wobei auch Textdichter wie Wolfgang Brandenstein und Kurt Demmler mitwirkten.
Ab 1968 konzentrierte sich Bause ausschließlich auf die Musik. Er absolvierte von 1969 bis 1974 erfolgreich ein externes Studium der Komposition und des Tonsatzes an der Hochschule für Musik „Felix Mendelssohn Bartholdy“ Leipzig.
Im Jahr 1975 zog die Familie Bause nach Berlin-Biesdorf. Nun kam es zu einer intensiven Zusammenarbeit mit Jürgen Walter, innerhalb derer drei Langspielplatten mit anspruchsvollen Texten von Gisela Steineckert entstanden. Im Jahr 1979 vertonte Bause Jürgen Harts Sing mei Sachse sing, das zu seinem meistverkauften Titel wurde und dem sich eine LP der beiden anschloss. In den 1980er Jahren war Helga Hahnemann die Hauptinterpretin der Bauseschen Kompositionen, kongenial getextet von Angela Gentzmer. Im Jahr 1985 hatte Inka Bause, die jüngste seiner drei Töchter, ihre Gesangskarriere mit Titeln ihres Vaters gestartet und erfolgreich weitergeführt.
Bause komponierte über 1350 Tanzmusiktitel, die in den Hitparaden fast ausnahmslos vordere Plätze belegten, und hat damit die Musikszene dieses Genres im Osten Deutschlands entscheidend geprägt. Zahlreiche seiner Titel wurden zu Evergreens.
Er schrieb darüber hinaus auch Filmmusiken; so für zwei nach einzelnen Kapiteln aus Maxi Wanders Guten Morgen, du Schöne gedrehten Fernsehfilmen und 24 Trickfilmen des DEFA-Studios Dresden, darunter Die fliegende Windmühle.
Nach einem Libretto von Gerda Malig entstand das Musical Gesang der Grille, dessen Uraufführung am Volkstheater Halberstadt er mit viel Engagement im Jahr 1987 durchsetzte.

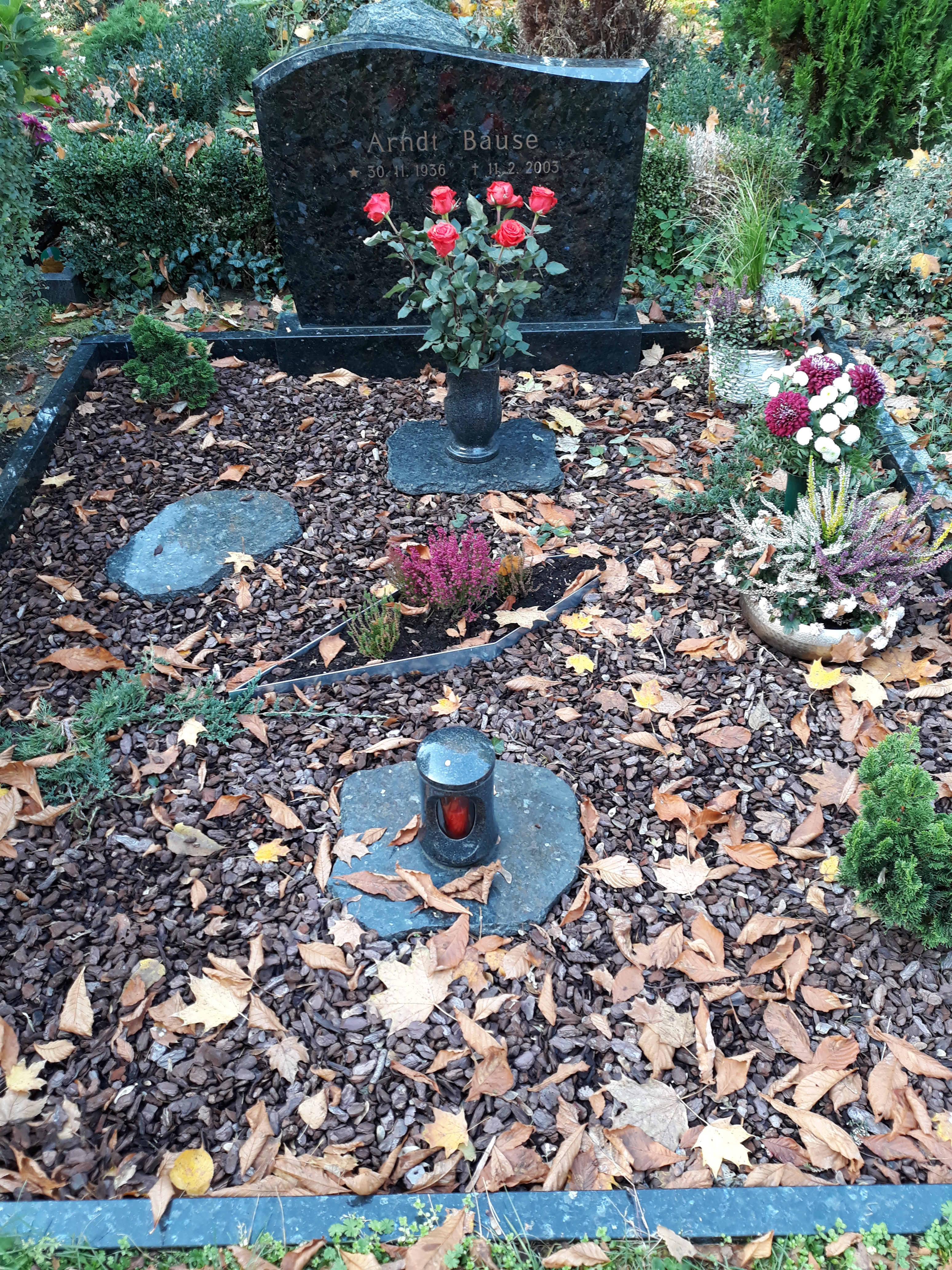
Das Grab von Arndt Bause auf dem Sophien-Friedhof II in Berlin.

Bause starb am 11. Februar 2003 unerwartet im Alter von 66 Jahren an den Folgen einer kurz zuvor erlittenen Lungenembolie. Er wurde auf dem Friedhof II der Sophiengemeinde Berlin in Berlin-Mitte beigesetzt.

## Ehrungen
- 1972: Kunstpreis der DDR
- 1983: Nationalpreis der DDR III. Klasse für Kunst und Kultur
- 2011: Der große Saal des Freizeitforums Marzahn in Berlin-Marzahn wurde in „Arndt-Bause-Saal“ umbenannt.[4]
- 2012: postum Medienpreis Goldene Henne (von Tochter Inka in Empfang genommen)

## Werke (Auswahl)

### Schlager und Interpreten
Die wichtigsten Interpreten (in alphabetischer Reihenfolge), für die Arndt Bause komponiert hat, und deren jeweils bekanntester Titel von ihm.
- Brigitte Ahrens: Wo ist die liebe Sonne
- Peter Albert: Dreh dich nicht mehr um
- Inka Bause: Spielverderber
- Hans-Jürgen Beyer: Tag für Tag
- Ruth Brandin: Parken verboten
- Helga Brauer: Singen macht Laune
- Uta Bresan: Super Sommer
- Chris Doerk: Die Erinnerung bleibt
- Ina Maria Federowski: Gegensätze ziehn sich an
- G.E.S.: Liebe brauchen wir
- Helga Hahnemann: Jetzt kommt dein Süßer
- Michael Hansen: Keiner weiß, woher er kam
- Jürgen Hart: Sing mei Sachse sing
- Monika Herz: Kleiner Vogel
- Andreas Holm: Sieben mal Morgenrot, sieben mal Abendrot
- Britt Kersten: Einmal fang ich dich ein
- Beppo Küster Absolute Stille
- Aurora Lacasa: Nimm den Zug, der Sehnsucht heißt
- Wolfgang Lippert: Erna kommt
- Nina Lizell: Der Mann mit dem Panamahut
- Manuela: Wieviel Wege
- Gojko Mitić: Löscht das Feuer
- Sandra Mo & Jan Gregor: Hätt‘ ich noch mal die Wahl
- Alla Pugatschowa: Auch ohne Dich werde ich leben
- Kerstin Rodger: Bis es wieder kribbelt
- Frank Schöbel: Gold in deinen Augen
- Dina Straat: War ein Baum
- Jürgen Walter: Schallali Schallala

### Filmografie
- 1978: Kaspar geht nach Hohenstein (Trickfilm)
- 1979: Guten Morgen, du Schöne: Doris (Fernsehfilm)
- 1979: Guten Morgen, du Schöne: Steffi
- 1982: Die fliegende Windmühle
- 1984: Berg Simeli

### Musical
- 1987: Gesang der Grille